# Alain Johannes
Alain Johannes, né le 2 mai 1962 à Santiago (Chili), est un auteur-compositeur-interprète et musicien multi-instrumentiste américain. 
Alain commence sa carrière musicale au début des années 1980 en formant le groupe Anthym, avec Hillel Slovak (guitare), Jack Irons (batterie) et Todd Strassman (basse). Le groupe change par la suite de nom pour What Is This?.

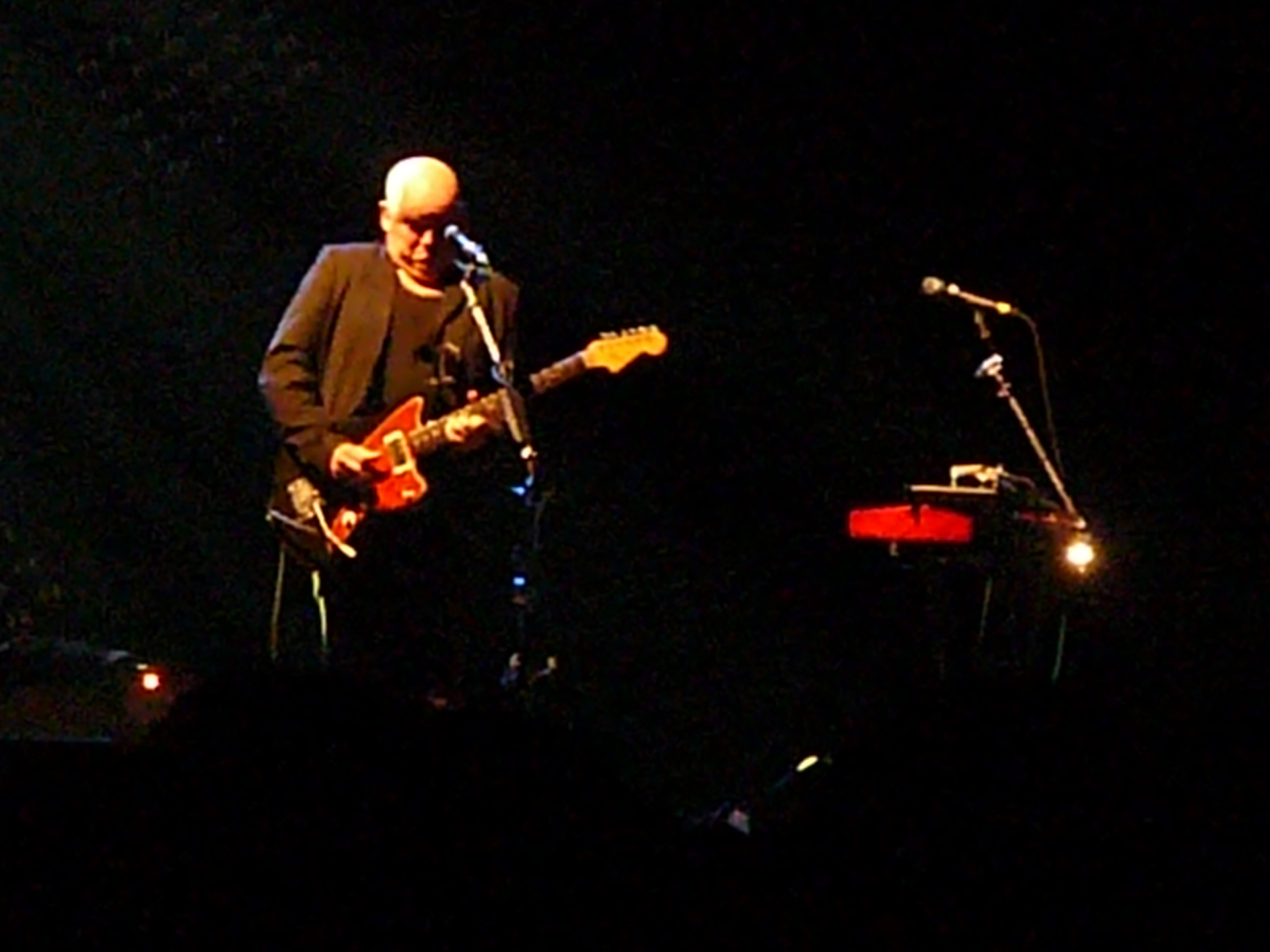
Alain Johannes le 7 juin 2010 à Esch-sur-Alzette avec Them Crooked Vultures

Musicien polyvalent, il est également ingénieur du son et producteur. Il collabore avec de nombreux artistes durant sa carrière, parmi lesquels le groupe Eleven, qu'il fonde au début des années 1990, Queens of the Stone Age, Arctic Monkeys, Brody Dalle, Chris Cornell, PJ Harvey et enfin le supergroupe Them Crooked Vultures avec John Paul Jones, Dave Grohl et Josh Homme.
Le 5 octobre 2010, il publie son premier album solo intitulé Spark.
Un deuxième album solo sort en 2014 : Fragments and wholes, Vol. 1.
Son troisième album solo intitulé  Hum sort en 2020. 